# NGC 1272
NGC 1272 é uma galáxia elíptica (E) localizada na direcção da constelação de Perseus. Possui uma declinação de +41° 29' 26" e uma ascensão recta de 3 horas, 19 minutos e 21,3 segundos.
A galáxia NGC 1272 foi descoberta em 14 de Fevereiro de 1863 por Heinrich Louis d'Arrest.